# Kuhlan Ash Sharaf (huyện)
Huyện Kuhlan Ash Sharaf là một huyện thuộc tỉnh Hajjah, Yemen. Đến thời điểm năm 2003, huyện này có dân số 44760 người